# Brian Launder
Pour les articles homonymes, voir Launder.
Brian Edward Launder (né le 20 juillet 1939) est un physicien britannique qui s'est illustré dans le domaine de la turbulence.

## Biographie
Après un diplôme de Batchelor of Science à l'Imperial College en 1961 il va au Massachusetts Institute of Technology et obtient une thèse pour des travaux expérimentaux sur la couche limite. Il revient à l'Imperial College en 1964 comme enseignant en mécanique des fluides. 
En 1976 il est nommé professeur à l'Université de Californie à Davis.
En 1980 il revient en angleterre, à l'UMIST (en) comme directeur de la division de mécanique des fluides.
De 2000 à 2006 il est directeur régional du Tyndall Centre for Climate Change Research.
Sa notoriété est liée à l'écriture avec W. P. Jones d'un modèle devenu classique pour la modélisation de la turbulence : le modèle k - ε. Il est également co-auteur un modèle du second ordre : le modèle Launder–Reece–Rodi.

## Distinctions
- Compagnon de l'Académie royale d'ingénierie (1994)[3].
- Compagnon de la Royal Society (1994).

## Ouvrages
- (en) B. E. Launder et D. B. Spalding, Mathematical Models of Turbulence, Academic Press, 1972
- (en) B. E. Launder et N. D. Sandham, Closure Strategies for Turbulent and Transitional Flows, Cambridge University Press, 2002 (lire en ligne)
- (en) B. E. Launder et J. M. T. Thompson, Geo-engineering climate change. Environmental necessity or Pandora's box?, Cambridge, UK, Cambridge University Press, 2010, 314 p. (ISBN 978-0-521-19803-5)
- (en) B. Launder et al., A Voyage Through Turbulence, Cambridge University Press, 2011, 450 p. (ISBN 978-0-521-19868-4)
- (en) Kemal Hanjalić et Brian Launder, Modelling Turbulence in Engineering and the Environment : Second-Moment Routes to Closure, Cambridge University Press, 2011, 379 p. (ISBN 978-0-521-84575-5, lire en ligne)